# Ockrasidig tapakul
Ockrasidig tapakul (Eugralla paradoxa) är en fågel i familjen tapakuler inom ordningen tättingar.

## Utseende
Ockrasidig tapakul är en liten nlygrå fågel med något ljusare "glasögon", fylligt ockrafärgade flanker och ljusa ben. Fågeln är lite större och har kraftigare näbb än magellantapakulen som den ofta påträffas jämsides.

## Utbredning och systematik
Fågeln har sitt utbredningsområde från Región Metropolitana de Santiago till Provincia de Chiloé i Chile, i angränsande delarna av Argentina och på ön Isla Mocha. Den placeras som enda art i släktet Eugralla. 

## Levnadssätt
Ockrasidig tapakul hittas i bambusnår och andra täta buskage i skogsbryn, utmed rinnande vattendrag eller i skogspartier. Fågeln födosöker genom att hoppa snabbt på marken och genom bambun. Den kan vara lätt att komma nära, men hörs långt oftare än ses. 

## Status och hot
Arten har ett stort utbredningsområde, men tros minska i antal, dock inte tillräckligt kraftigt för att den ska betraktas som hotad. Internationella naturvårdsunionen IUCN listar arten som livskraftig (LC).